# Kakulin

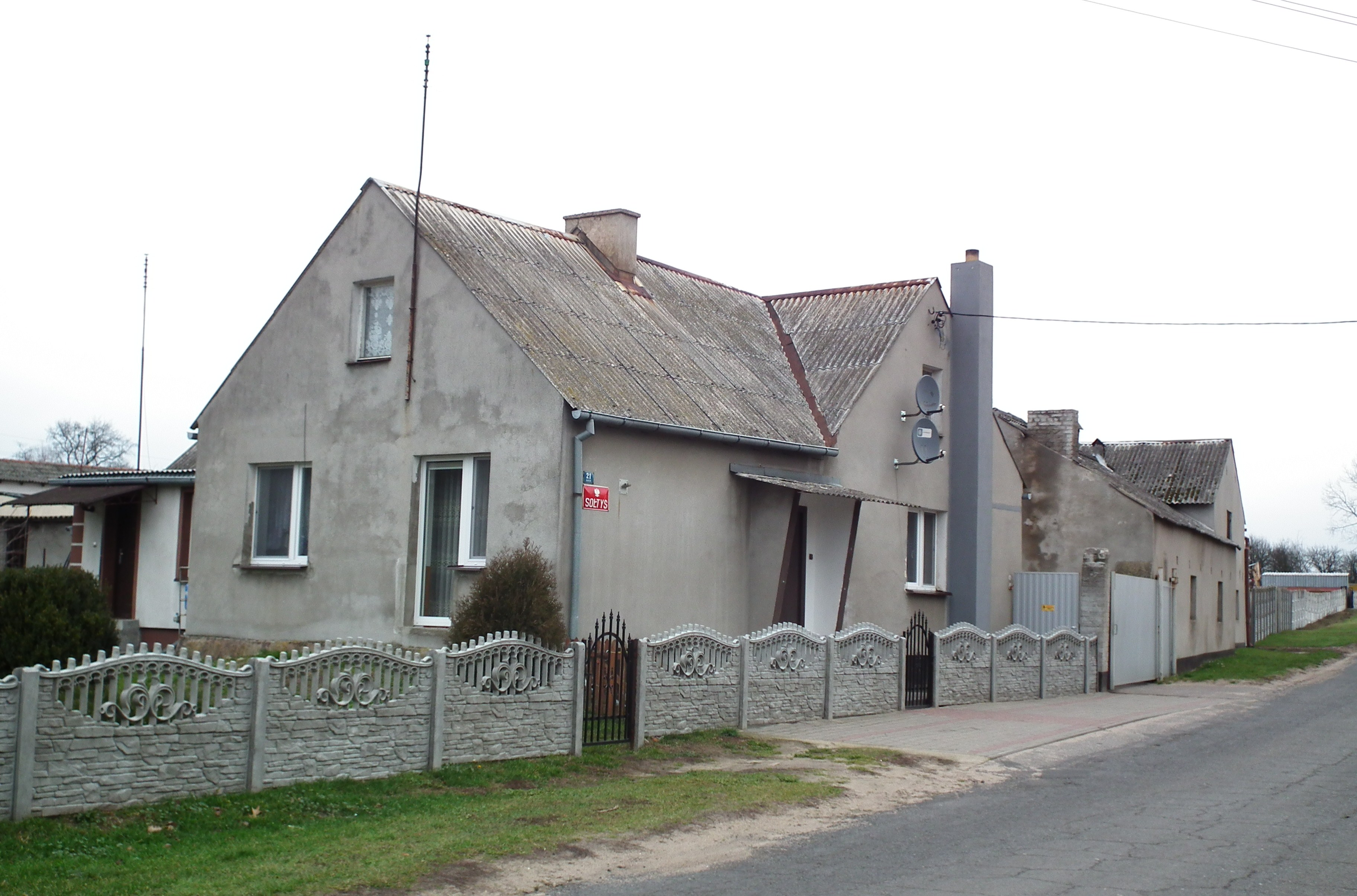
Dom sołtysa

Fragment cmentarza ewangelickiego

Kakulin – wieś w Polsce położona w województwie wielkopolskim, w powiecie wągrowieckim, w gminie Skoki. W skład sołectwa Kakulin wchodzi także wieś Nadmłyn.
Wieś należy do parafii rzymskokatolickiej w Raczkowie, dekanat kiszkowski, w archidiecezji gnieźnieńskiej.
W latach 1954–1958 wieś należała i była siedzibą władz gromady Kakulin, po jej zniesieniu w gromadzie Skoki. W latach 1975–1998 miejscowość administracyjnie należała do województwa poznańskiego.

## Środowisko geograficzne
Wieś jest zlokalizowana obok rzeki Małej Wełny, ok. 7,5 km na wschód od Skoków. 
Jest położona w makroregionie Pojezierza Wielkopolskiego, w krainie Pojezierze Gnieźnieńskie w subregionie morfologicznym Równina Gnieźnieńska, nieopodal rynny polodowcowej, którą płynie rzeka Mała Wełna.
Na obszarze gminy Skoki, w której leży Kakulin, najcieplejszym miesiącem jest lipiec ze średnią temperaturą 18 °C do 19 °C, najchłodniejszym styczeń z temperaturą -1,6 °C do +3,8 °C. Amplitudy temperatury są poniżej przeciętnej w Polsce.
Opady atmosferyczne należą do najmniejszych w Polsce, wahając się od 500 do 550 mm. Najmniejsze opady występują w miesiącach letnich, najmniejsze – od stycznia do marca. Liczba dni pochmurnych to około 120 do 140 dni w roku.
Wiosny i lata są wczesne i trwają długo, zimy łagodne i krótkie a pokrywa śnieżna nietrwała, zalegającą od 38 do 60 dni. Długość okresu wegetacyjnego wynosi od 210 do 220 dni. W lecie przeważają wiatry zachodnie (blisko 45%) i północno-zachodnie, w zimie zachodnie i południowo-zachodnie.

## Historia

### Starożytność
We wsi w 2012 w trakcie rutynowego nadzoru archeologicznego nad modernizacją budynków gospodarstwa rolnego odkryto skupisko 15 kotlinek dymarskich, stanowiących pozostałości jednorazowych pieców do wytopu żelaza, w tym niektóre z bryłami żużla. 
Ujawniono również 5 prostokątnych palenisk kowalskich, zawierających oprócz przepalonych kamieni także bryłki rudy darniowej, z której wytwarzano żelazo oraz pozostałości mielerza o średnicy ok. 3,5 m, w którym wytwarzano węgiel drzewny wykorzystywany w procesie hutniczym.
Cały ośrodek liczy sobie prawie 2 tys. lat i był związany z ludnością kultury wielbarskiej, identyfikowaną z Gotami.

### Nowożytność
„Herbarz polski” Adama Bonieckiego wymienia rodzinę Kakulińskich z Kakulina (lub Kakalina) w poznańskiem, oraz jej członków: Andrzeja Frycza z Kakulina (zm. przed 1442), jego brata Wojciecha i syna Jana Fryczyca z Kakulina występujących w 1442 jako oskarżyciele w sprawie sądowej o zabójstwo Andrzeja, oraz Feliksa Kakulińskiego z żoną jako lenników kapituły poznańskiej w 1517. W początku lat 90. XX wieku żadna osoba o nazwisku Kakuliński nie mieszkała w Polsce.
W 1888 wieś została odnotowana w źródle jako należąca od początków XVI wieku do parafii Raczków (dziś Raczkowo). 
W końcu XVIII w. wieś była własnością kanonika gnieźnieńskiego Dorpowskiego, a w 1841 Jana Brzeskiego. Później przeszła w ręce rządu pruskiego, do domeny wągrowieckiej, co nastąpiło około 1830 roku. Już w 1846 roku wieś była własnością rządu, a jej obszar wynosił 2352 morgi. Parcelacja wsi nastąpiła w jeszcze w okresie zaborów.
W 1901 roku w wyniku germanizacji została zmieniona nazwa wsi z Kakulin na Alden, co potwierdza mapa sztabowa austro-węgierska z 1910 roku.
W 1918 wieś znalazła się na terytorium Polski. W 1921 roku ludność składała się z 269 osób, a w 1926 roku z 268, w tym ze 118 Niemców. Zamieszkiwała ona 23 gospodarstwa (w tym 13 niemieckich i 10 polskich). We wsi były wówczas 2 kuźnie, z których jedna istniała jeszcze do lat 70. a druga do 1999 roku.
Do II wojny światowej we wsi znajdowała się szkoła, po wojnie istniała jeszcze do lat 80. Aktualnie szkoła rejonowa znajduje się w Skokach. W 1993 roku wieś miała 226 mieszkańców, przy czym w 2000 roku wieś liczyła 11 gospodarstw, w tym jedno pszczelarskie.

## Turystyka i osobliwości
Przez miejscowość biegnie wschodnia odnoga Cysterskiego Szlaku Rowerowego. W samej miejscowości nie znajdują się jednak obiekty turystyczne będące elementem tego szlaku.
W centrum wsi pozostałości cmentarza ewangelickiego z resztkami nagrobków, w tym m.in. żeliwne krzyże z niemieckojęzycznymi inskrypcjami.